# 新撰姓氏録
『新撰姓氏録』（しんせんしょうじろく）は、平安時代初期の815年（弘仁6年）に、嵯峨天皇の命により編纂された古代氏族名鑑。

## 概要
京および畿内に住む1182氏を、その出自により「皇別」・「神別」・「諸蕃」に分類してその祖先を明らかにし、氏名（うじな）の由来、分岐の様子などを記述するものであるが、主として氏族の改賜姓が正確かどうかを判別するために編まれたものである。後述するように、記載氏族が限られているとはいえ、日本古代氏族あるいは日本古代史全般の研究に欠かせない史料である。
現存する『新撰姓氏録』は、目録だけの抄記（抜き書き）であって本文は残っていないが、所々にその残滓が認められるとともに、若干の逸文が知られている。なお、本書の対象とする範囲は京（左京・右京）と五畿内に住む姓氏に限られており、また「序」にはそれすらも過半が登載されていないと記している。
なお、書名に「新撰」とつくのは、企画倒れで終わった『氏族志』のやりなおしという意味であって、『新撰姓氏録』以前に『姓氏録』なる書が存在していたわけではない。
『新撰姓氏録』には「逸文」がかなりあり、その内容にも曾孫を四世孫とする場合や玄孫を四世孫と書いたり、同神あるいは同一人物が違った文字で書かれている場合などがあり、内容のすべてを信頼することはできないという指摘がある。

## 構成
全30巻が3冊の形状となっており、30巻目の後に不掲載の姓氏の記録も添付されている（平氏、阿蘇氏など)。
本書には、全部で1182氏姓が記録され、その出自により「皇別」・「神別」・「諸蕃」に3分類され、さらに国別に天神、天孫、地祇に分類されている。

### 皇別
筆頭にあげられた「皇別」の姓氏とは、神武天皇以降、天皇家から分かれた氏族のことで、335氏が挙げられている。代表的なものは、清原、橘、源などがある。皇別氏族は、さらに、皇親（「真人」の姓（カバネ）をもつ氏族）とそれ以外の姓をもつ氏族に分かれる。

### 神別
「神別」の姓氏とは、神武天皇以前の神代に別れ、あるいは生じた氏族のことで、404氏が挙げられている。神別姓氏は、さらに、瓊瓊杵尊（ににぎのみこと）が天孫降臨した際に付き随った神々の子孫を「天神」とし、瓊瓊杵尊から3代の間に分かれた子孫を「天孫」とし、天孫降臨以前から土着していた神々の子孫を「地祇」として3分類している。
「天神」に分類された姓氏は藤原、大中臣など246氏、「天孫」は尾張、出雲など128氏（隼人系の氏族は天孫に分類される。）、「地祇」は安曇、弓削など30氏がある。

### 諸蕃
「諸蕃」の姓氏とは、渡来人系の氏族で、秦、大蔵など326氏が挙げられている。諸蕃氏族は、さらに5分類され、「百済」として104氏、「高麗」（高句麗を指す）として41氏、「新羅」として9氏、「任那」として9氏、「漢」として163氏それぞれ挙げられる。
また、これらのどこにも属さない氏族として、117氏が挙げられている。

## 記載姓氏
以下、新撰姓氏録に記載されている姓氏を記す。

### 皇別
息長真人、山道真人、坂田酒人真人、八多真人、三国真人、路真人、守山真人、甘南備真人、飛多真人、英多真人、大宅真人、大原真人、島根真人、豊国真人、山於真人、吉野真人、桑田真人、池上真人、海上真人、清原真人、香山真人、登美真人、蜷淵真人、三島真人、淡海真人、三園真人、笠原真人、高階真人、氷上真人、岡真人、息長丹生真人、多治真人、為名真人、春日真人、高額真人、当麻真人、文室真人、豊野真人、酒人真人、為奈真人。
源朝臣、中原朝臣、良岑朝臣、長岡朝臣、広根朝臣、春原朝臣、三原朝臣、永原朝臣、橘朝臣、淡海朝臣、阿部朝臣、布勢朝臣、完人朝臣、高橋朝臣、許曽倍朝臣、阿閉臣、竹田臣、名張臣、佐々貴山公、膳大伴部、阿倍志斐連、石川朝臣、田口朝臣、桜井朝臣、紀朝臣、角朝臣、坂本朝臣、林朝臣、道守朝臣、雀部朝臣、生江臣、布師首、箭口朝臣、多朝臣、小子部宿祢、吉備朝臣、下道朝臣、御使朝臣、犬上朝臣、坂田宿祢、間人宿祢、新田部宿祢、大春日朝臣、小野朝臣、和安部朝臣、和尓部宿祢、櫟井臣、和安部臣、葉栗臣。
吉田連、丸部、丈部、下毛野朝臣、上毛野朝臣、池田朝臣、住吉朝臣、池原朝臣、上毛野坂本朝臣、車持公、大網公、桑原公、川合公、垂水史、商長首、吉弥侯部、甲能、葛城朝臣、稲城壬生公、小槻臣、牟義公、守公、治田連、軽我孫、鴨県主、八多朝臣、巨勢朝臣、巨勢斐太臣、平群朝臣、平群文室朝臣、都保朝臣、高向朝臣、田中朝臣、小治田朝臣、川辺朝臣、岸田朝臣、久米朝臣、御炊朝臣、玉手朝臣、掃守田首、佐味朝臣、大野朝臣、垂水公、田辺史、ほか
。

### 神別
大神朝臣、藤原朝臣、大中臣朝臣、中臣酒人宿祢、伊香連、中臣宮処連、中臣方岳連、中臣志斐連、殖栗連、中臣大家連、中村連、石上朝臣、穂積朝臣、阿刀宿祢、若湯坐宿祢、舂米宿祢、小治田宿祢、弓削宿祢、氷宿祢、穂積臣、宗形朝臣、矢田部連、矢集連、物部肩野連、柏原連、依羅連、柴垣連、柴垣連、柴垣連、登美連、水取連、大貞連、曽祢連、越智直、衣縫造、軽部造、物部、真神田曽祢連、大宅首、猪名部造、大伴宿祢、佐伯宿祢、大伴連、榎本連、神松造、日奉連、県犬養宿祢、大椋置始連、雄儀連、竹田連、掃守連、小山連、畝尾連、久米直、浮穴直、宮部造、間人宿祢、爪工連、多米連、出雲宿祢、入間宿祢、佐伯連、伊勢朝臣、若倭部、尾張宿祢、伊福部宿祢、湯母竹田連、竹田川辺連、石作連、檜前舎人連、榎室連、丹比須布、但馬海直、大炊刑部造、坂合部宿祢、額田部湯坐連、三枝部連、奄智造、額田部、石辺公、采女朝臣 ほか。
右第十　大和國神別
天神
佐為連、志貴連、眞神田首、長谷山直、矢田部、縣使首、長谷部造、委文宿祢、田邊宿祢、多米宿祢、葛木忌寸、門部連、服部連、白堤首、高志連、仲丸子、大家臣、添縣主、御手代首、掃守、飛鳥直、大田祝山直、踰部大炊
天孫
圡師宿祢、贄圡師連、尾張連、伊福部宿祢、伊福部連、蝮王許首、工造、二見首、大角隼人、大坂直、三枝部連、額田部低田連、奄知造、伊蘇志臣
地神
吉野連、大神朝臣、賀茂朝臣、和仁古、大和宿祢、長柄首、國栖

### 諸蕃
太秦公宿祢、秦忌寸、文宿祢、武生宿祢、桜野首、伊吉連、常世連、山代忌寸、大崗忌寸、楊侯忌寸、木津忌寸、木津史、浄村宿祢、清宗宿祢、清海宿祢、嵩山忌寸、栄山忌寸、長国忌寸、清川忌寸、新長忌寸、当宗忌寸、丹波史、大原史、桑原村主、下村主、上村主、筑紫史、吉水連、牟佐村主、和薬使主、大石、和朝臣、百済朝臣、百済公、調連、林連、香山連、高槻連、広田連、石野連、神前連、沙田史、大丘造、小高使主、飛鳥部、高麗朝臣、豊原連、福当連、御笠連、出水連、新城連、高史、日置造、福当造、河内民首 ほか。

## 統計
三宅利喜男（大阪市）は、論文『「新撰姓氏録」の証言』（1998）で、歴代天皇別の氏族数の統計を行った。それによると、新撰姓氏録に記される前1182氏族中、皇別氏族の最多は第8代孝元天皇118氏族であり、続いて第5代孝昭天皇44氏族、第10代崇神天皇33氏族、第9代開化天皇22氏、初代神武天皇と第12代景行天皇が21氏族、とされる。

## 刊行本
- 『神典』　大倉精神文化研究所（1936） pp.1677〜1826 doi:10.11501/1230453